# Brabham BT59
O Brabham BT59 foi um carro de Fórmula 1 projetado por Sergio Rinland e Hans Fouché para a equipe Brabham, que competiu nos Campeonatos Mundiais de Fórmula 1 de 1990 e 1991. O carro fez sua estreia no Grande Prêmio de San Marino de 1990 e foi utilizado até as duas primeiras corridas da temporada de 1991.

## Resumo
Os carros da equipe foram pilotados pelo australiano David Brabham, filho mais novo do fundador da equipe, Sir Jack Brabham, e por um dos pilotos da equipe em 1989, o italiano Stefano Modena. O carro era equipado com o motor Judd V8 e utilizava pneus Pirelli.
Após uma primeira metade promissora da temporada de 1989, que incluiu um terceiro lugar de Modena no Grande Prêmio de Mônaco, a Brabham começou a perder desempenho no grid. A falta de recursos financeiros, a pouca potência do motor Judd V8 e os pneus Pirelli, inferiores em desempenho, dificultaram a tentativa da equipe de retornar ao topo da Fórmula 1. O melhor resultado obtido em 1990 foi um sétimo lugar no Grande Prêmio do Canadá, com Modena ao volante.

## Resultados[1]
(legenda) 
| Ano  | Chassi | Motor      | Pneus | N° | Pilotos        | 1   | 2   | 3   | 4   | 5   | 6   | 7   | 8   | 9   | 10  | 11  | 12  | 13  | 14  | 15  | 16  | Pontos | Posição |  |
| ---- | ------ | ---------- | ----- | -- | -------------- | --- | --- | --- | --- | --- | --- | --- | --- | --- | --- | --- | --- | --- | --- | --- | --- | ------ | ------- |  |
|      |        |            |       |    |                |     |     |     |     |     |     |     |     |     |     |     |     |     |     |     |     |        |         |  |
|      |        |            |       |    |                | EUA | BRA | SMR | MON | CAN | MEX | FRA | GBR | GER | HUN | BEL | ITA | POR | ESP | JAP | AUS |        |         |  |
| 1990 | BT59   | Judd EV V8 | P     | 7  | David Brabham  |     |     | NQ  | Ret | NQ  | Ret | 15  | NQ  | Ret | NQ  | Ret | NQ  | Ret | NQ  | Ret | Ret | 01 (2) | 10°     |  |
| 1990 | BT59   | Judd EV V8 | P     | 8  | Stefano Modena |     |     | Ret | Ret | 7   | 11  | 13  | 9   | Ret | Ret | 17  | Ret | Ret | Ret | Ret | 12  | 01 (2) | 10°     |  |

↑1  Os GPs: Estados Unidos e Brasil, utilizou o chassi BT58 marcando 2 pontos totais.